# Филатов, Юрий Анатольевич
Ю́рий Анато́льевич Фила́тов (род. 9 декабря 1957) — российский дипломат. Чрезвычайный и полномочный посол России в Ирландии.

## Биография
В 1979 году окончил Московский государственный институт международных отношений МИД СССР и в том же году поступил на дипломатическую работу. Владеет английским и испанским языками.
- В 1979—1981 и 1985—1989 годах — сотрудник Посольства СССР в США.
- В 1994—1999 годах — сотрудник Посольства России в США.
- В 1999—2002 годах — заместитель директора Департамента Северной Америки МИД России.
- С июля 2002 по июнь 2005 года — советник-посланник Посольства России в Канаде.
- С 3 июня 2005 по 8 июня 2011 года — чрезвычайный и полномочный посол Российской Федерации в Чили[1][2].
- С 14 июня 2011 по 2017 год — директор Департамента государственного протокола МИД России[3].
- 26 июля 2017 года назначен чрезвычайным и полномочным послом РФ в Ирландской Республике[4].

## Семья
Вдовец, имеет двоих детей — сына и дочь.

## Награды
- Орден Дружбы (27 февраля 2023) — за большой вклад в реализацию внешнеполитического курса Российской Федерации и многолетнюю плодотворную дипломатическую работу[5].
- Медаль ордена «За заслуги перед Отечеством» II степени (25 июля 2013) — за большой вклад в реализацию внешнеполитического курса Российской Федерации и многолетнюю плодотворную работу[6].
- Почётная грамота МИД России.

## Дипломатический ранг
- Чрезвычайный и полномочный посланник 2 класса (22 мая 2002)[7].
- Чрезвычайный и полномочный посланник 1 класса (12 августа 2006)[8].
- Чрезвычайный и полномочный посол (4 июня 2014)[9].